# 山口螢
山口萤（1990年10月6日—），日本足球運動員，現效力於日乙球隊長崎成功丸 ，前日本國家足球隊成員。

## 俱乐部生涯

### 早期
1990年10月6日，山口萤出生于日本三重县名張市 ，小学3年级在父亲的影响下开始接触足球。山口萤在初中时先后参加大阪樱花、大阪飞腳和京都不死鸟的青训队试训，并最终进入和大阪樱花关联的学校名張市立赤目中学。
2006年，山口萤升入大阪樱花U-18青年队，2008年担任大阪樱花U-18青年队队长，并帮助球队首次夺得高円宮杯U-18足球锦标赛关西赛区冠军，本人也获得MVP的称号。

### 大阪樱花
2009年，山口萤和丸橋祐介一起被提升到大阪樱花的一线队。5月13日，他前往巴甲球队帕尔梅拉斯留学三个月。10月18日，山口萤在日乙联赛第45轮对阵愛媛FC的比赛中出场出场，首次亮相日本职业足球联赛，在2009年赛季跟随球队升级回到日职联赛。
在2011年赛季，山口萤的出场机会开始增加。2011年8月28日，山口萤在大阪樱花主场对阵浦和红钻的联赛比赛中射进个人职业生涯的首个进球。
2012年，金甫炅和清武弘嗣等实力派球员相继离队使得大阪樱花的成绩位列联赛下游，不过山口萤和新加盟的辛普利西奥组成的中场组合相当活跃，该赛季他获得30次联赛出场机会。

### 漢諾威96
2015年12月21日，德甲球队漢諾威96在官方正式宣布，球队签下山口萤。汉诺威96与山口萤签下一份长期合同，山口萤在新赛季身披16号球衣，转会费和合同年限并未透露，将于2016年1月4日与球队会合。
2015-16年赛季，山口萤因严重的面部伤势（鼻骨骨折），只代表球队在德甲联赛中出场6次。

### 重返大阪櫻花
2016年6月，山口萤转会重返日乙联赛的大阪樱花 ，他带领大阪樱花赢得日本联赛盃及日皇盃，是他球会生涯赢得最重要的奖项。

### 神戶勝利船
2018年12月19日，大阪樱花官方宣佈，球队队长山口萤离队加盟了神户胜利船。

## 国家队生涯
2010年11月，山口萤入选日本U23国家队参加在广州举行的2010年亚洲运动会足球项目比赛名单。山口萤和山村和也组成日本队的双中场，在此次赛事中的所有比赛都获得出场机会，并帮助日本队首度获得亚运会男足项目的金牌。
2012年7月，山口萤入选日本国奥队参加2012年夏季奥林匹克运动会男子足球比赛的18人名单。山口萤参加了日本队的全部比赛，并帮助球队获得奥运会的第四名，这是日本男足在1968年本土举办的奥运会之后取得的最好成绩。
2013年7月，山口萤入选日本国家足球队参加2013年东亚杯的23人名单。7月21日，山口萤在日本3-3战平中国的比赛中首发出场，首次代表国家队出战。山口萤在此届东亚杯3场比赛全部出场，帮助日本以2胜1平的不败成绩历史上首次获得东亚杯冠军。山口萤也当选为赛事的最有价值球员（MVP）。
2018年6月，山口萤入选日本国家足球队参加2018年世界杯的23人名单。

## 榮譽
大阪櫻花
- Emperor's Cup：2017
- J.League Cup：2017

神戶勝利船，
- 日本甲組職業足球聯賽：2023[20]
- Emperor's Cup: 2019[21]
- Japanese Super Cup: 2020[22]

日本
- 東亞足球錦標賽：2013

日本 U-23
- Asian Games：2010

Individual
- 東亞足球錦標賽MVP：2013
- 日本甲組職業足球聯賽Best XI: 2013, 2017

## 外部連結
- 日本職業足球聯賽中的山口螢 （日語）
- オフィシャルブログ （页面存档备份，存于）
- 山口螢的Instagram帳戶
- 山口螢 – FIFA國際賽競賽紀錄 (存檔)
- Profile at Cerezo Osaka
- Soccerway資料庫：山口螢